# Marphysa mullawa
Marphysa mullawa är en ringmaskart som beskrevs av Anne D. Hutchings och Karageorgopoulis 2003. Marphysa mullawa ingår i släktet Marphysa och familjen Eunicidae. Inga underarter finns listade i Catalogue of Life.